# 夏如芝
夏如芝（1982年11月12日—）是台灣女演員、模特兒 
2003年參演電視劇《星願》而展開演藝生涯。拍攝許多周杰倫MV的作品，如:《髮如雪》、《青花瓷》、《千里之外》等。戲劇方面參與拍攝，演出中視《妻子們的戰爭》杜偉伶一角而打開知名度。2010年主演台灣電影《拍賣春天》。2012年主演瞿友寧執導電影《為你而來》 。 另夏從小就是哈日族，曾在高中學過2年日文，說得一口流利日文。擁有跟外型一樣的甜美歌喉，在2016年受陳零九邀請與他合唱中文版《你的名字。》並在2018年出了自己的個人單曲《魔術》。

## 影視作品

### 電影
| 年份 | 片名                               | 角色         | 導演           |
| 2008 | 《鬼情書》                         | 王羽蝶       | 劉俊傑         |
| 2009 | 《黑色童話》（別名：《拍賣春天》） | 何妞妞       | 伍宗德         |
| 2011 | 《為你而來》                       | 謝怡佳       | 瞿友寧         |
| 2012 | 《孩子不坏》                       | CK老師的妻子 | 梁智强         |
| 2017 | 《請愛我的女朋友》                 | 秀秀         | 郭春暉、林清振 |

### 電視劇
| 年份 | 片名                      | 角色          | 上映頻道         |
| 2002 | 《世紀愛情夢幻》          | 范有羽        | 華視             |
| 2003 | 《心動列車-醃蘿蔔的滋味》 | 小路          | 華視             |
| 2003 | 《星願》                  | Rebecca       | 華視             |
| 2005 | 《愛神奔馳》              | 香草          | 華視             |
| 2006 | 《別說愛情苦》            | 洛珊          |                  |
| 2006 | 《少年史艷文》            | 波娜娜        | 台視             |
| 2006 | 《國光異校》              | 喵子          | 中視             |
| 2007 | 《天使之翼》              | 蘇曼音        | 華視             |
| 2008 | 《霹靂MIT》               | 林雨潔        | 八大、民視       |
| 2010 | 《妻子們的戰爭》          | 杜偉伶        | 中視             |
| 2011 | 《真的漢子》              | 小琳          | 壹電視           |
| 2011 | 《華麗的挑戰》            | 逸美          | 八大、民視       |
| 2012 | 《巔峰時代》              | 宣宣          | 台視             |
| 2012 | 《絕對達令》              | 羅美佳        | 八大、民視       |
| 2012 | 《糊里糊涂爱上它》        | 胡丽琴        | 8频道            |
| 2012 | 《給愛麗絲的奇蹟》        | 藍語書        | 八大、華視       |
| 2012 | 《花是愛》                | 陳宜靜        | 台視             |
| 2012 | 《剩女保鏢》              | 丁雪翎        | 三立             |
| 2013 | 《借用一下你的愛》        | 謝喜樂        | 中視             |
| 2013 | 《美味的想念》            | 馬可薰(Marko) | 三立             |
| 2013 | 《廉政英雄》—決戰時刻     | 苑淑娟        | 民視             |
| 2014 | 《羊在火爐前走失了》      | 季文媛        | 公視             |
| 2014 | 《你照亮我星球》          | 李姐          | 民視、八大       |
| 2014 | 《幸福兌換券》            | Rebecca       | 三立             |
| 2015 | 《莫非，這就是愛情》      | 何小姐        | 三立             |
| 2015 | 《孤獨的美食家》          | 余人傑妻子    | 優酷網           |
| 2016 | 《後菜鳥的燦爛時代》      | 黃佳茵        | 台視、三立       |
| 2017 | 《清風無痕》              | 張似錦        | 大愛電視         |
| 2018 | 《紡綞蟲的記憶》          | 蔓澤蘭        | 華視             |
| 2018 | 《幸福 遲到了》           | 李芝姿        | 大愛電視         |
| 2019 | 《鑑識英雄II 正義之戰》   | 莉雅          | 中視             |
| 2021 | 《三隻小豬的逆襲》        | 苡心          | 華視、三立都會台 |
| 2022 | 《婚姻結業式》            | 張小雪        | 華視、公視台語台 |
| 2023 | 《婚姻結業式2》           | 張小雪        | 華視、公視台語台 |

## 電視主持
- 中視《勇闖日本秘境》（主持人）
- 上海廣播電視台《新娛樂在線》（台灣演播室主持人）
- 衛視中文台《旅行應援團》（外景主持人）
- NHK《故宮特輯》（日語介紹導覽主持）
- 緯來綜合台《電玩快打》（代班主持人）

## 音樂作品
- 2008
  - 《壞人》（詞曲）
- 2016
  - 陳零九《你的名字 （页面存档备份，存于）》ft.夏如芝
- 2018
  - 《魔術》（個人單曲）

### MV作品
- 2000年 孫燕姿《我要的幸福》
- 2002年 張清芳《深邃與甜蜜》
- 2003年 蘇慧倫、羽泉《還剩下些甚麼》
- 2005年 周杰倫《髮如雪》
- 2005年 劉允樂《允樂》
- 2005年 黃義達《臭男人》
- 2006年 周杰倫、費玉清《千里之外》
- 2006年 陳偉聯《觸摸》
- 2006年 陳偉聯《愛。恨。難》
- 2007年 周杰倫《青花瓷》
- 2008年 周杰倫《蘭亭序》
- 2009年 梁文音《最幸福的事》
- 2009年 梁文音《我不是你想像那麼勇敢》
- 2009年 康康《浦东机场》
- 2010年 吳克群《寄生》
- 2011年 陳勢安《心●洞》
- 2011年 自由發揮《我是鬼》
- 2012年 N2O《Party all night 》
- 2013年 五月天《Dancin' Dancin'》
- 2016年 陳零九《你的名字》 (合唱)
- 2020年 張立昂 《Tonight I’m Here》

## 出版作品
- 夏如芝拍公益寫真桌曆　收入全捐流浪動物及偏鄉兒童 [4] [5]

## 平面雜誌
- 《with》、《orange》、《soring》、《beauty》、《holiday》、《bazaar》、《大美人》、《TVBS》、《穿衣誌》、《H2O》、《ELLE》、《茉莉》、《愛女生》、《薇薇》、《薇薇新娘》、《ROSE》、《儂儂》、《俏麗情報》、《mina》、《Ray》、《東京衣芙》、《美髮誌》、《資生堂》、《時報周刊》。

## 外部連結
- 夏如芝的Facebook專頁
- 夏如芝的新浪微博
- 夏如芝的Instagram帳戶